# Gouindougouni
Gouindougouni est une commune rurale située dans le département de Soubakaniédougou de la province de Comoé dans la région des Cascades au Burkina Faso.